# Gentiana prostrata
Gentiana prostrata là một loài thực vật có hoa trong họ Long đởm. Loài này được Haenke mô tả khoa học đầu tiên năm 1789.